# Большова, Алёна Вадимовна
Алёна Вадимовна Большова-Задойнова (исп. Aliona Bolsova Zadoinov; род. 6 ноября 1997, Кишинёв) — испанская теннисистка, в 2012—2013 годах выступавшая за Молдавию. Член женской сборной Испании в Кубке Билли Джин Кинг.

## Биография
Начала играть в теннис в возрасте семи лет. Представляла Молдавию с 2012 по 2013 годы, пока не получила испанское гражданство в 2013 году. Переехала в Испанию из Молдавии в юном возрасте.
Отец Вадим Задойнов и мать Ольга Большова, советские и затем молдавские легкоатлеты, были членами олимпийской сборной страны.
На юниорском уровне сыграла в четвертьфинале Открытого чемпионата Австралии 2015 года.
Выступала за теннисную университетскую команду штата Оклахома в сезоне 2016/17.
В 2019 году сыграла в первый раз в квалификации на Открытом чемпионате Австралии. Капитан сборной Испании пригласил её на матч с Японией, сыгранный с 9 по 12 февраля. В апреле Большова выиграла свой первый матч на турнире WTA на турнире в Чарльстоне против американки Франчески Ди Лоренцо, во втором раунде уступила Даниэль Коллинз. Затем пробилась в основную сетку Открытого чемпионата Франции 2019 года. В первом раунде победила Веру Звонарёву. Во втором раунде обыграла румынку Сорану Кирстя, а в третьем раунде — россиянку Екатерину Александрову. В четвёртом раунде проиграла Аманде Анисимовой из США.
На Открытом чемпионате США 2019 года проиграла во втором раунде Соране Кырсте в трёх сетах.
На Открытом чемпионате Австралии 2020 года проиграла во втором круге квалификации американке Шелби Роджерс (4:6, 3:6).
В феврале 2020 года дошла до финала турнира серии ITF в Каире с призовым фондом 60 000 долларов, где уступила 17-летней украинке Марте Костюк 1:6, 0:6.

## Итоговое место в рейтинге WTA по годам
| Год  | Одиночный рейтинг | Парный рейтинг |
| ---- | ----------------- | -------------- |
| 2020 | 103               | 290            |
| 2019 | 114               | 301            |
| 2018 | 163               | 417            |
| 2017 | 477               | 627            |
| 2015 | 509               | 443            |
| 2014 | 790               | 589            |
| 2013 | 590               |                |

## Выступления на турнирах

### Финалы турнировWTAв парном разряде (1)

#### Поражения(1)
| Легенда:                    |
| --------------------------- |
| Турниры Большого Шлема (0)  |
| Олимпиада (0)               |
| Итоговый чемпионат года (0) |
| WTA 1000 Mandatory (0)      |
| WTA 1000 (0)                |
| WTA 500 (0)                 |
| WTA 250 (0)                 |

| Титулы по покрытиям | Титулы по месту проведения матчей турнира |
| ------------------- | ----------------------------------------- |
| Хард (0)            | Зал (0)                                   |
| Грунт (0)           | Зал (0)                                   |
| Трава (0)           | Открытый воздух (0)                       |
| Ковёр (0)           | Открытый воздух (0)                       |

| №  | Дата         | Турнир            | Покрытие | Партнёрша     | Соперницы в финале               | Счёт     |
| 1. | 17 июля 2021 | Будапешт, Венгрия | Грунт    | Тамара Корпач | Михаэла Бузарнеску Фанни Штоллар | 4:6, 4:6 |